# إعصار بريت
يحتل إعصار بريت المرتبة الأولى من ضمن خمسة أعاصير من الفئة الرابعة التي تطورت خلال موسم أعاصير الأطلسي عام 1999 بالإضافة إلى الإعصار الاستوائي الأول ازاء إعصار جيري عام 1989 وصولا إلى قيام العواصف في ولاية تكساس والذي يُعد من المراحل المتقدمة للإعصار.
ففي 18 أغسطس -اثناء شدة الإعصار والذي نتج عن موجة استوائية- تشكل إعصار بريت ببطئ من خلال التيارات التوجيهية الضعيفة في خليج كاميتشي وبحلول 20 أغسطس اتخذت العاصفة الاتجاه الآخر، ثم بعد ذلك شهدت تكثيفا سريعا في يوم 21 أغسطس مرورا بتلك الفترة حقق إعصار بريت اعلي المعدلات والتي تصل إلى 145 ميلا في الساعة أي ما يعادل 230كم ويصل الضغط البارومتري خلال تلك الفترة إلى 944 مللي بار أي ما يعادل 27,88 هيكتو باسكال. زئبق.
و لم تمض لحظات في ذلك اليوم فلقد تضاعفت وتطورت إلى الفئة الثالثة وصولا إلى جزيرة بادري بتكساس. عقب ذلك زادت شدة العاصفة حتى أصبحت كسادا أستوائيا وذلك عقب مرور 24 ساعة علي انتقالها للداخل. وفي النهاية تبددت بقايا العاصفة يوم 26 أغسطس علي شمال ولاية تكساس.
فضلا عن ذلك امتدادا علي طول ساحل ولايه تكساس هدد إعصار بريت العديد من المدن مما دفع 180,000 من المُقيمين لاخلاء المكان. بالإضافة إلى انه تم فتح العديد من الملاجيء في جميع أرجاء المنطقة واخلاء السجون.
و علي غرار ذلك أصدرت المؤسسة الوطنية لحقوق البشرية بيان قبل وصول العاصفة والذي يتضمن ساعات الاعاصير والانذارات التاليه للمناطق القريبة من حدود تكساس ونتيجة لذلك تم اغلاق العديد من الطرق الرئيسية المؤديه إلى المدن الجزرية وذلك لمنع السكان من عبور الجسر خلال الإعصار.
و علي الجانب الآخر غادر ما يقرب من 7000 شخص من المناطق الساحلية في المكسيك قبل قيام العاصفة. كما اقام المسؤولون مئات الملاجيء في المناطق الشمالية من البلاد في حاله حدوث فيضانات
لاسيما ان ينتج عن إعصار بريت عواصف ولكن في مناطق قليلة السكان مما ادي إلى أضرار صغيرة مقارنه بقوه الإعصار. ومع ذلك راح ضحية العاصفة ما يقرب من سبعه أشخاص واربعه اخرين في تكساس بالإضافة إلى اربعه اشخاص في المكسيك. ويرجع سبب ذلك إلى حوادث السيارات الناجمه عن الطرق الزلقة. ومن ناحيه العاصفه نفسها فنتج عن الإعصار زيادة قصوي في العواصف تبلغ 8.8 قدم أي ما يعادل إلى 2.7 م في جزيرة ماتاغوردا بولاية تكساس. أما بالنسبة للأمطار فبلغت نسبة الأمطار الناتجه عن إعصار بريت إلى ما يقرب من 13.18 قدم أي ما يعادل 335 ملم وهو اعلي المعدلات مقارنه بالنتائج السابقة في ولاية تكساس وبلغت معدلات الأمطار أيضا في المكسيك إلى 14 قدم أي ما يعادل 360 ملم. علاوه علي ذلك تضررت منازل عديده مما ادي إلى تشريد ما يقرب من 150 شخصا.
خلاصه القول تسببت العاصفة في خسائر فادحة تقدر ب10,000.000

## تاريخ الأرصاد الجوية
لقد انشأ إعصار برت من الموجه الاستوائية التي انتقلت قبالة الساحل الغربى لأفريقيا في 5 أغسطس واتجهت هذه الموجه بشكل عام غربًا وتفاعلت مع انخفاض المستوى الأعلى في 5 أغسطس في البحر الكاريبى الغربى ونتج عنها منطقة منخفضة الضغط وتطور نشاط الحمل الحرارى حول القاع. وبحلول 18 أغسطس إنتهى هذا النظام في شبه جزيرة يوكاتان. وفي وقت لاحق من ذلك اليوم، ظهرت الاضطرابات في خليج كامبيشى وكشفت مهمة استطلاعية عسكرية (صيادون الإعصار) بخصوص هذه النظام بأنها في طورها (نضجها) إلى منخفض استوائى في حوالى الساعة الواحدة بعد الظهر بتوقيت شرق الولايات المتحدة 1800 بتوقيت عالمى منسق* (وهو مقياس عالى الدقة للتوقيت الذرى العالمى ويستخدم هذا التوقيت ثوانى موحده معرفة بواسطة معيار التوقيت الذرى العالمى). وفي بداية الثالث من موسم1999 ، قد منع قص الرياح المعتدل من قوة هذا الانخفاض حيث تتحرك ببطئ وبطريقة عشوائية في الاستجابة لئلا تضعف التوجيهات الحالية حول هذا النظام.وبحلول 19 أغسطس تم اقصاء قص الرياح مما سمح بحمل حرارى عميق لكى يتطور حول المركز. وفي وقت لاحق قام المركز الوطنى للأعاصير بتحديث النظام إلى عاصفة مدارية مع نسبته لاسم برت (وهو إعصار مدارى صغير) وعزز بيرت تدريجيًا لعدة أيام متجها نحو الشمال وفي مساء يوم أغسطس، بدأت تكوين حزم من الأمطار والسحب.

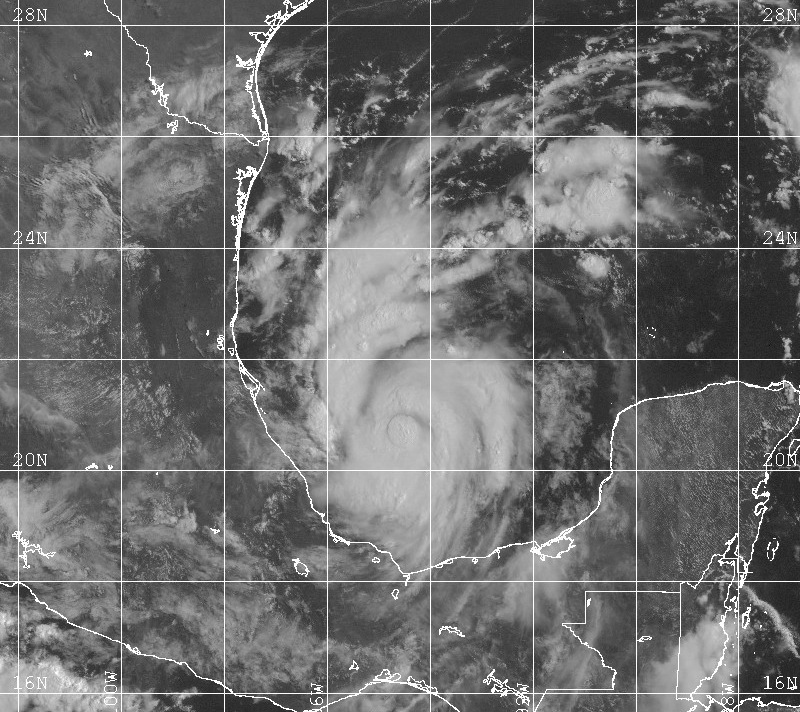

بحلول مساء 20 أغسطس تم تسمية الإعصار ببيرت بعد تقارير الرياح نحو 75 ميل في الساعة (120 كم/ساعة) خلال مهمة صيادون الإعصار وفي نفس الوقت تقريبًا انشأ برت مسارا شماليا في الشمال الغربى تحت تأثيرات منتصف مستوى التلال وفي اليوم التالى، بدأ برت يخضع للتعمق السريع.
كما هو محدد بتطور عين الإعصار وفي صباح يوم 22 أغسطس، بلغ الإعصار كثافة ذروته كالفئة الرابعة من الإعصار مع الرياح تبلغ 145 ميل في الساعة (230كم/ساعة) ضغط جوى يبلغ 944 امبر بعد ذلك بوقت قصير، بدأ انخفاض المستوى العلوى إلى غرب العاصفة التي بسببها بدأ في تقلص أنماط السحاب.
وفي اواخر 22 أغسطس، إنتقل برت نحو الشمال الغربى استجابة لسلسة جبال في وسط التروبوسفير فوق خليج المكسيك حيث بلغت الرياح 115 ميل في الساعة (185كم/ساعة ويبلغ الضغط الجوى 951 امبر والتي تميزت بها اليابسة وسرعان ما ضعفت قوة الإعصار عند تحركه نحو الداخل وبعد حوالى 12 ساعة من الوصول إلى اليابسة وبحلول مساء 23 أغسطس أضعفت برت إلى عاصفة مدارية وتدهورت أيضا إلى منخفض مدارى.
استمرت بقايا بريت حتى 26 أغسطس، في ذلك الوقت تبددوا فوق جبال شمال المكسيك. لقد أصدر المركز القومي للأعاصير أن الإعصار شمل المناطق الساحلية بين حدود المكسيك وخليج البافان

### تكساس

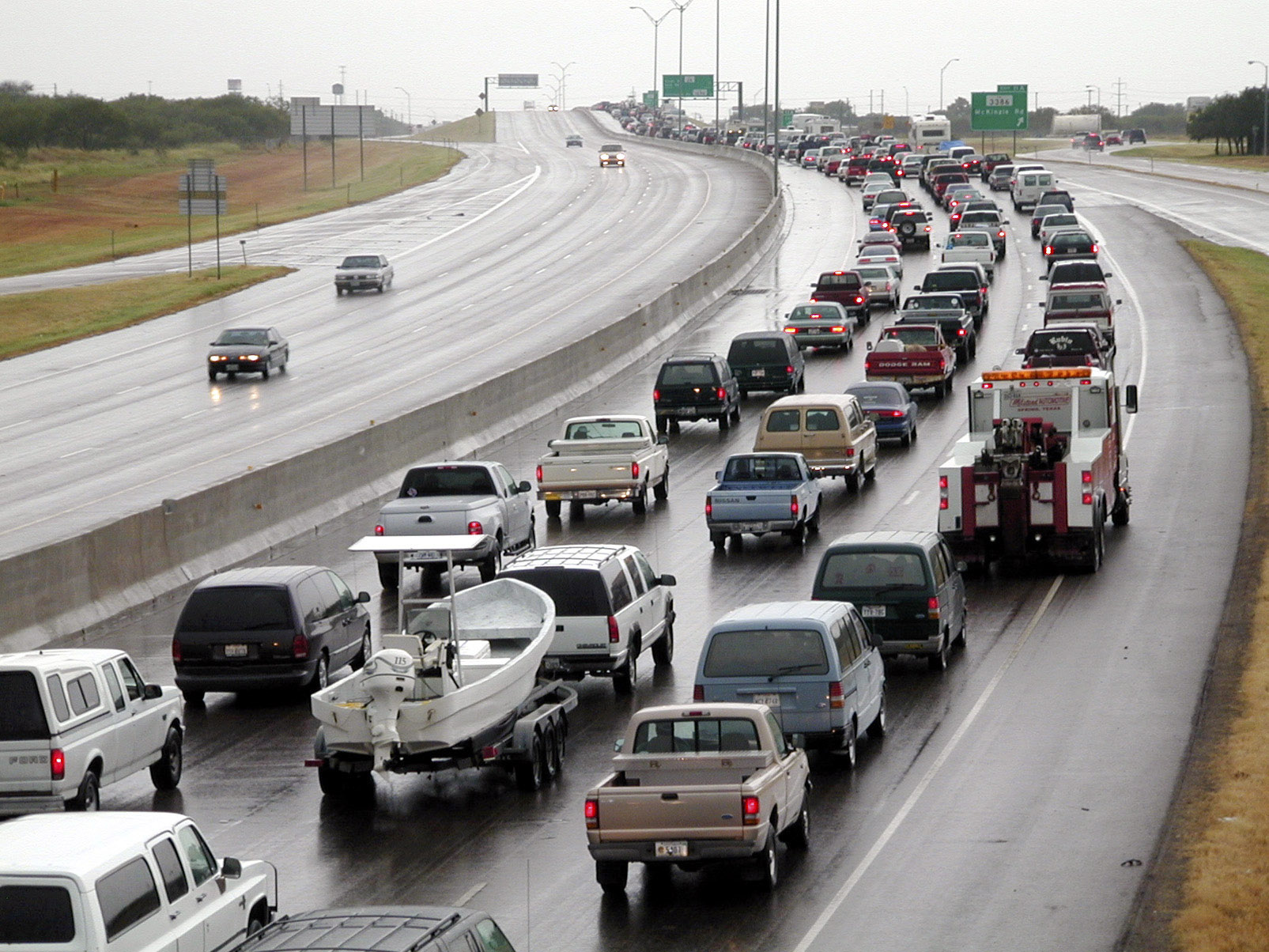
السكان بإخلاء كوربوس كريستي أغسطس 22

عندما كان إعصار بريت غير متوقع حدوثه بالقرب من ساحل تكساس في21 أغسطس واستكملت المراقبة مهامها لتعلن عن تحذيرها من العاصفة المكثفة التي سوف تشكل تهديدا مباشرافي المنطقة. وفي وقت لاحق، نُشر تحذير من عاصفة استوائية وسقوط إعصار من خليج بافن شمالاً إلى ميناء أرانساس، وفي اليوم التالي لاحظ المستشارين أن تهديد الإعصار سوف يتمدد ليضم مناطق بورت أوكونور وفري بورت، ولكن مع اقتراب بريت من الهبوط، لم يتم استكمال مراقبة الأعاصير بين ميناء أوكونور وفريبورت تم ايقاف التحذير من الإعصارفي بورت أراناس وبورت أوكونور بعد ساعات من وصوله الذي بدأ قويا ومن ثم أخذ في التراجع وبحلول أواخر أغسطس وخاصة 23 أغسطس، توقفت جميع الساعات والتحذيرات المتعلقة بالإعصار.
بحلول 22 أغسطس، أعلن مسؤولو المدينة في كوربوس كريستي بولاية تكساس حالة الطوارئ حيث اعتبروا بريت تهديدًا كبيرًا للمنطقة. وحث عشرات الآلاف من السكان على إخلاء المناطق الساحلية والبحث عن ملاذ في الملاجئ المحلية أو مع أقاربهم داخل البلاد. وفقا للاحصائيات غادر البلاد نحو 180.000 من السكان تاركين البلاد أمام خطر العاصفة، وقام مطار كوربوس كريستي بغلق أبوابه في منتصف النهار الموافق 22 أغسطس. تم اغلاق الطرق السريعة بتكساس وميناء أرنساس في وقت لاحق من ذلك اليوم.
ازدحمت الطرق السريعة في جميع أنحاء المنطقة بسبب عمليات الإجلاء والتي تمت على نطاق واسع والخطوط الطويلة للغاز والمواد الطارئة المطورة وعلاوة علي ذلك تم اغلاق ثلاث مدارس وجامعاتين وكلية في 23 أغسطس، حيث انهم مازالو مغلقين لعدة أيام.
لقد فتحت منطقة سان انطونيو 11 ملاذا للاجئين حيث أن هذه الملاجيء مرحبة باستقبال 525,3 لاجيء. هناك حوالي 325 سجين تم ترحيلهم من سجن نيوسيس الذي أصبح مكان غير امن نظرا لظروف الإعصار المدمرة. رحلت حاملة الطائرات يو اس اس انشون علي ما يقرب من 1000 بحار قبل العاصفة. في الأصل، كان المقصود من السفينة لركوب العاصفة في البحر، غير أن أعمال الإصلاح غير الكافية أعاقت السفينة من مغادرة الميناء، وبحسب ما ورد كان لدى السفينة إمدادات كافية للحفاظ على البحارة لمدة 45 يومًا تقريبًا. مع حلول الساعة 12 ظهرا بتوقيت شرق الولايات المتحدة في 22 أغسطس، تم إخلاء جزيرة موستانج وجزيرة بادري بالكامل حيث أغلق المسؤولون الطرق المؤدية إلى داخل وخارج الجزيرة لمنع أي شخص من الدخول إليها قبل أن تعتبر المنطقة آمنة للدخول وتم وضع أمر صارم ضد التلاعب في الأسعار من قبل مسؤولي المدينة في كوربوس كريستي.

### المكسيك
أغلق المسؤلون 18ميناء في خليج المكسيك امام المراكب الصغيرة ومتوسطة الحجم استعدادا للإعصار. وتم إنشاء أكثر من 50 ملجا في شمال المكسيك ونصح الالاف من السكان بالاخلاء من المناطق المنخفضة. وتم وضع الجيش المكسيكى والصليب الاحمر ورجال الإطفاء على أهبة الاستعداد للتعامل مع مكالمات الطوارئ خلال الإعصار. في يوم 22 أغسطس تم اعلان حالة الطوارئ في مدينة تامولياس وفي اليوم التالى تم إرسال ما لايقل عن 12 من رجال الإطفاء إلى مونتيرى ونويفو وليون للاستجابة السريعة لحالات الطوارئ. قامت الحكومة المكسيكية من التأكد من سلامة المدن والتي كان من المحتمل ان تتأثر جدا نتيجة هذا الإعصار. قام مايقرب من 7000 صياد باخلاء المناطق الساحلية بالقرب من حدود تكساس. في ماتاموروس تم إنشاء 31 ملجأ اضافى وأغلقت المدارس في جميع انحاء شمال المكسيك لعدة أيام..

## تأثيرالإعصار

### المكسيك

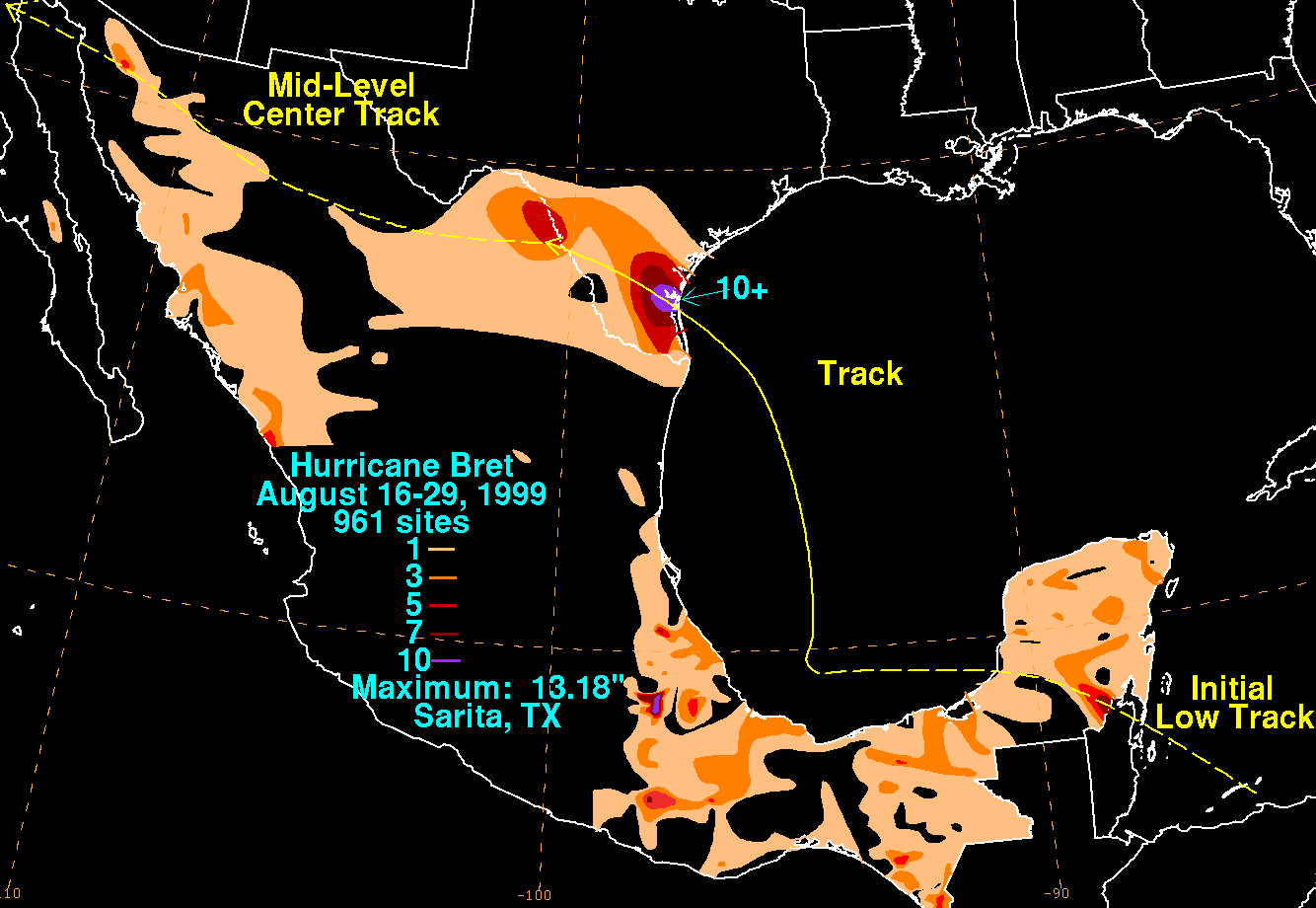
مجمع الأمطار من إعصار بريت في المكسيك وتكساس

ادى اضطراب الطقس الناتج عن إعصار بريت إلى سقوط أمطار متفرقة عبر شبه جزيرة يوكاتان قبل ان تتحول الجزيرة إلى منخفض جوى استوائى من الدرجة السابعة بنسبة أمطار 180ملم. وبينما توقف الإعصار في خليج كامبيتش حدث هطول للأمطار الخفيفة على المناطق الساحلية متأثرة بالاجزاء الخارجية للإعصار. وعلى الرغم من ان إعصار بريت وصل إلى اليابسة بالقرب من الحدود بين تكساس والمكسيك الا ان صغر حجمه ادى إلى تاثيرات محدودة في المكسيك.
في نويفوليون سقطت أمطارا بنسبة 14 في 360 ملم في غضون 24 ساعة فقط ومن المحتمل ان تكون هناك كميات قد سقطت أيضا في تاماوليياس القريبة منهاز في كلا من تاماوليياسونويفوليون وكواويلا تم اخلاء عشر قرى بسبب الفيضانات التي اجتاحت الطرقز واصيب عشرى اشخاص جميعهم من عائلة واحدة بسبب تعرضهم لحادث تصادم. في نوغالييس تسببت الأمطار الغزيرة في تراك المياة في الطرق مما ادى لحدوث اختناقات مرورية وسقططت خطوط الكهرباء بفعل الرياح القوية. بالإضافة إلى انه قبل إعصار بريت واثناء عملية الاخلاء لقى شخص مصرعه دهسا ومات اخر صعقا بالكهرباء نتيجة لخطوط الكهرباء المنهارة وغرق شخص اخر بفعل الفيضانات. ادى الإعصار أيضا إلى تشرد ما لا يقل عن150 عائلة عقب الفيضانات المفاجأة في كاديريتا والتي غمرت اغلب الانحاء في المدينة.

### تكساس

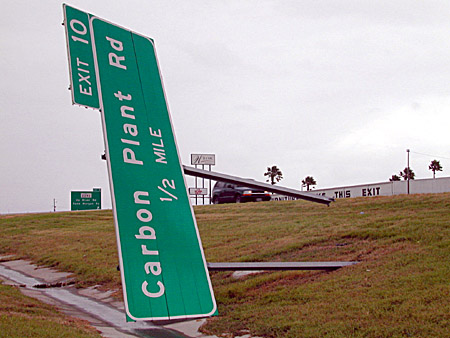
علامة مهب أسفل على طول الطريق السريع 37

.(2,7 متر) فوق جزيرة ماتاجوردا بولاية تكساس. وفي مدينة جالفستون تم تسجيل حدوث تآكل بنسبة محدودة في الشواطئ نتيجة لعمليات النحت الشديدة الناتجة عن الإعصار.
تم إنشاء اثنى عشر مدخلا جديدا في جزيرة بادوى، واحد منه كبيرا كفاية حتى يظنه البعض ممر ماتشفيلد. اقتصر معدل هطول الأمطار الغزيرة والذي بلغ 13,18 في 335 ملم على مناطف صغيرة في مقاطعة كينيدى المركزية. وتم تسجيل اقل نسبة ضغط بارومترى على اليابسة في مطار مقاطعة بروكس. ووصل نهر آرانساس بسرعة هائلة إلى مرحلة الفيضان بسبب الأمطار الغزيرة وانتج نهر ريوغراندى فيضانات صغيرة قريبة من خليج المكسيك. وقام الإعصار بتدمير ما يقرب من 40 قدما (1,1 م3) من الشواطئ القريبة من كوربوس كريستى ز ودمر أيضا حوالى 24,7 فدان من الاراضى الزراعية.
«شكل توضيحى من الرادار يحاكى تكوين إعصار بريت»
آسفر تلف برج كهربائى في محافظة كينيدى إلى انقطاع التيار الكهربائى عن الالاف من الاشخاص.

الرادار المتحركة بريت تتحرك الداخلية

في ذروة العاصفة، كان ما يقدر ب 64000 شخص في جنوب ولاية تكساس بدون كهرباء. غمرت مياة الفيضانات جزء كبير من الطريق السريع 281 بولاية تكساس مسببة أضرار ل 50000 دولار. وفي مدينة كوربس كريستي التي تقع بولاية تكساس تم تقدير الأضرار بمبلغ 100000 دولار. تضرر 200 منزل بسبب الفيضانات وغمرت المياة مساحات شاسعة من الأراضي في مقاطعة دوفال، وهي مقاطعة في فلوريدا احدي الولايات المتحدة الأمريكية. بلغت الأضرار في المقاطعة حوالي مليوني دولار. هبطت خمسة زوابع أخرى في الولاية مسببة خسائر في المنازل والشركات في مدينة كوربس كريستي بمبلغ يصل إلى 500000 دولار؛ وبلغت الأضرار الزراعية مليون دولار وتم الإبلاغ عن خسائر أخرى قدرها 500000 دولار. تسببت الطرق البقعة الناتجة من أمطار إعصار بريت الغزيرة في تصادم شاحنة وجرار مما أسفر عن مقتل أربعة أشخاص. وبلغت الأضرار إلى 15 مليون دولار في جميع أنحاء جنوب ولاية تكساس

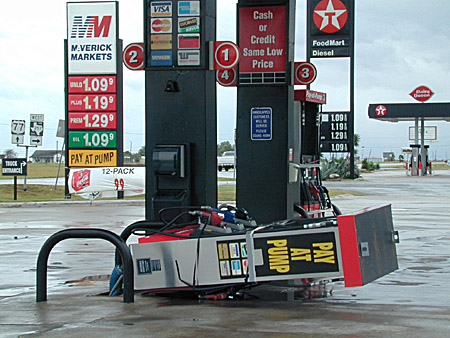

في 23 أغسطس أرسلت وكالة إدارة الطوارئ الفيدرالية 717 فردا إلى المناطق المتضررة في الولايات المتحدة معظمهم من فريق الاستجابة للكوارث. وفي اليوم التالي تم نشر 564 من جنود الحرس الوطني في الولاية. في الأيام التي أعقبت العاصفة وضع العديد من البعوض والحشرات الأخرى البيض في مناطق المياة الراكدة، مما أدي إلى زيادة الكيرة في أعدادهم. قامت السلطات برش المبيدات الحشرية لتقليل احتمالية تفشي الأمراض. بحلول 25 أغسطس، تم إغلاق جميع الملاجئ قبل إعصار بريت، حيث تم السماح للسكان بالعودة إلى منازلهم. وفي 26أغسطس، أضاف الرئيس بيل كلينتون مقاطعات بروكس ودوفال وجيم ويلز وويب إلى منطقة إعلان الكوارث الرئيسية. وذك يعني السماح للمقيمين في تلك المقاطعات بتلقي التمويل الفدرالي.
تلقى إعادة بناء المرافق العامة والطرق وأنابيب المياه زيادة في التمويل في 3 سبتمبر لتسريع البرنامج. في اليوم التالي، تم افتتاح 12 مركز لاستعادة البيانات بعد الكوارث في المقاطعات المتضررة من أجل تقديم طلب للحصول علي تمويل اتحادي. وفي 9 سبتمبر، تم فتح مركزين آخرين لاستعادة البيانات للمقيمين في جنوب ولاية تكساس بعد الكوارث. في وقت لاحق من ذلك اليوم تم توزيع مبلغ 831.539.28 دولار أمريكي علي السكان المتضررين بسبب الكوارث. في 15 سبتمبر، تقدم ما يقرب من 10200 شخص بطلب للحصول علي قروض لمواجهة الكوارث بمبلغ 3.1 مليون دولار. من مجموع 167 شخص تلقوا أيضا تدخل الأزمات من وكالة إدارة الطوارئ. في مدينة كوربس كريستي غطت الرياح والأمطار المدينة بالحطام والأغصان وتكلف 20000 دولار للتنظيف.

لم يكن اسم بريت معتزلا، حيث وقع سقوطه في مقاطعة كينيدي ذات الكثافة السكانية المنخفضة بشكل غير عادي، وبالتالي كان الضرر الذي لحق بالبناء من صنع الإنسان أقل بكثير من الضرر العادي بالنسبة لإعصار من تلك الشدة
1. ↑  أفضل أرشيف مسار دولي للإشراف على المناخ، QID:Q43269466
2. ↑  "معلومات عن إعصار بريت على موقع atms.unca.edu". atms.unca.edu. مؤرشف من الأصل في 2019-12-10.